# Musée juif de Belgique
Le Musée juif de Belgique, situé rue des Minimes 21 à Bruxelles, rassemble une vaste collection d'objets de tradition juive provenant essentiellement d'Europe, d'Asie et d'Afrique, dont les plus anciens remontent au XVIIIe siècle. Des objets plus récents proviennent essentiellement des régions à l'est du Rhin et des pays du pourtour du bassin méditerranéen.
Le Musée Juif de Belgique adresse l’histoire et la culture juive à travers des expositions et des activités tournées vers le partage, la découverte et l’accessibilité à tous les publics.
Ancré dans le présent, c’est un lieu culturel et artistique pluridisciplinaire. L’objectif de l'équipe dirigeante est de promouvoir la connaissance et la compréhension de l’histoire, de la religion et des cultures juives.
À travers ses trois missions principales que sont la conservation du patrimoine juif de Belgique, les expositions temporaires en écho à des sujets d’actualité et les activités éducatives à destination des publics scolaires, l’équipe essaye de construire le visage du Nouveau Musée qui verra le jour d’ici 2024.
En attendant le début des travaux qui commenceront en 2023, les visiteurs peuvent découvrir, sur deux bâtiments et cinq étages, une sélection de la collection permanente, et plusieurs expositions temporaires. En parallèle, le Musée organise des activités comme des conférences, concerts, ateliers, soirées littéraires.

## Historique
Imaginé à partir de la fin des années 1970, le Musée juif de Belgique a commencé à constituer sa collection au début des années 1990. Il s'est installé dans ses locaux actuels de la rue des Minimes et a ouvert ses portes au public en 2005.
Le 24 mai 2014, un individu fait irruption dans le musée et tire six coups de feu, tuant un couple de touristes israéliens, un agent d'accueil belge ainsi qu'une bénévole française,. Parmi les réactions à cette attaque terroriste, il faut noter celle du Conseil de sécurité de l'ONU, qui rend aussi hommage à l'institution du Musée juif : le Conseil de sécurité des Nations unies condamne « l'attaque terroriste » du 24 mai au Musée juif de Bruxelles. Le Conseil a condamné toutes les formes de racisme, de discrimination raciale, de xénophobie et d'intolérance, « particulièrement contre une institution dont la mission a toujours été de promouvoir la tolérance et l'ouverture d'esprit. »
Depuis 2014, le Musée s'est engagé dans une politique d'ouverture avec des expositions innovantes et fortes, comme l'exposition « Terre d'accueil » qui a inauguré sa réouverture. Depuis 2017, le Musée propose une série de 3 ateliers « Let's Meet a Jew » spécialement conçus pour un public jeune visant à découvrir et comprendre la pluralité des cultures juives, déconstruire les clichés qui les entourent tout en encourageant l’esprit critique.

## Collection
Le Musée juif de Belgique possède environ 750 objets et artéfacts rituels, 1 250 œuvres d'artistes, 20 000 photographies, 5 000 affiches et aussi des CD, des disques et des cassettes. Les expositions s'accompagnent de concerts et de conférences.
La bibliothèque totalise 25 000 ouvrages et publications diverses, dont des livres hébraïques et yiddish, d'art et d'artistes juifs, d'histoire du judaïsme et des Juifs en Belgique et de généalogie juive, ainsi que des dossiers thématiques et des fichiers biographiques.
Le NEC, Nouvel Espace Contemporain, accueille des expositions temporaires et contemporaines :
- 2 octobre 2017 – 30 janvier 2018 : Le Passage du témoin - Photographie d'André Goldberg
- 13 octobre 2017 - 18 mars 2018 : Terre d'accueil
- 10 mai - 16 septembre 2018 : Amy Winehouse
- 18 mars 2018 - 12 mai 2019 : Leonard Freed, photographe de l'agence Magnum
- 13 juin 2019 - 22 septembre 2019 : Stéphane Mandelbaum, exposition réalisée en partenariat avec le Centre Pompidou, Paris[5].

## Personnel du musée
L'association bénéficie d'une convention avec Actiris pour l'octroi de travailleurs ACS et met au travail, depuis 2002, des volontaires bénévoles de l'organisation d'une association allemande « Aktion Sühnezeichen Friedensdienste ».